# 大东海
大东海是海南省三亚市东部新市区的一处海滨风景区。

## 地理
其西侧就是鹿回头风景区。大东海海边有千米长的沙滩，是距离三亚市中心最近的一处，冬季水温最低在摄氏20度左右。开发已经比较完善。岸边有茂密的椰林，后面是苍翠的青山，是一个不错的观景胜地。

## 画廊
|  |  |  |
|  |  |  |